# Monte Takamagahara
Monte Takamagahara (高天原山, Takamagahara-yama) es una montaña en la Prefectura de Gunma en Japón, cerca del pueblo de Ueno. El monte tiene 1978,6 metros (6491 pies y 6 pulgadas) de altura.
El 12 de agosto de 1985 tuvo lugar la caída del Vuelo 123 de Japan Airlines, que inicialmente se informó que el lugar del accidente era el Monte Osutaka, pero luego se confirmó en la cumbre del Monte Takamagahara, a una altitud de aproximadamente 1565 metros (5135 pies) sobre el nivel del mar. Con la pérdida de 520 personas, se considera el accidente aéreo más mortal que involucra un solo avión en la historia del mundo.
El área pasó a llamarse Osutaka nadie ("Cumbre del monte Osutaka") por el alcalde de la aldea de Ueno, Takeo Kurosawa (exteniente de la Armada Imperial Japonesa). Hay un monumento conmemorativo en la cima de la montaña para honrar a los muertos del accidente de vuelo de JAL 123. El camino de montaña hacia el monumento fue construido como parte de un paquete de compensación de JAL.